# Nefer (Bekannte des Königs)
Nefer war eine „Bekannte des Königs“ im alten Ägypten. Als solche wird sie auf ihrer Opferplatte bezeichnet und mehr ist über sie bislang nicht herausgefunden worden.

## Grab
Die einfache, undekorierte Mastaba G 1207 im Westfriedhof der Nekropole von Gizeh stammt aus dem der (4. Dynastie) aus der späteren Zeit von König Cheops und ist teilweise versperrt durch den direkten Anbau von Mastaba G 1206. Das Gräberfeld von G 1200 umfasste ursprünglich zehn Grabanlagen. Fünf davon gehörten männlichen Grabbesitzern, drei weiblichen. Vielleicht waren sie Ehefrauen von königlichen Beamten. Auf alle Fälle müssen sie eine bedeutende Stellung am königlichen Hof innegehabt haben. In der Grabkapelle der Nefer fand G. A. Reisner eine Opferplatte, die sich heute in Berkeley befindet: Hearst-Museum für Anthrolpologie 6 – 1980. Die fein gearbeitete Opferplatte ist von hoher Qualität und gleicht der Opferplatte der Prinzessin Neferetiabet aus der Mastaba G 1225. Von der ursprünglichen Bemalung sind nur noch schwache Farbreste zu erhalten. Beide Opferplatten stammen wohl aus der gleichen königlichen Werkstatt.